# Długie (powiat krośnieński)
Długie – wieś w Polsce położona w województwie podkarpackim, w powiecie krośnieńskim, w gminie Jedlicze.
| SIMC    | Nazwa    | Rodzaj    |
| ------- | -------- | --------- |
| 0353419 | Dół      | część wsi |
| 0353425 | Góra     | część wsi |
| 0353431 | Zapłocie | część wsi |
| 0353448 | Zawsie   | część wsi |

W latach 1975–1998 miejscowość należała administracyjnie do województwa krośnieńskiego.

## Zabytki
Do zabytków Długiego zaliczyć można pałac Bobrowskich, w którym dzisiaj mieści się Państwowy Dom Dziecka. Pałacyk został wyremontowany. Ponadto w Długiem znajdują się nieliczne już domy pochodzących z początku XX wieku, a także jedna zabytkowa kapliczka z końca XIX stulecia.